# Manic Hedgehog
Manic Hedgehog è un demo del gruppo musicale britannico Radiohead, autoprodotto e pubblicato nel 1991.
Alcune canzoni in esso presenti furono pubblicate anche nel primo EP Drill e nell'album di debutto Pablo Honey.

## Tracce
Testi di Thom Yorke, musiche di Radiohead.
1. I Can't – 4:12
2. Nothing Touches Me – 3:50
3. Thinking About You – 2:41
4. Phillipa Chicken – 3:54
5. You – 3:27

## Formazione
- Thom Yorke – voce, chitarra, pianoforte
- Jonny Greenwood – chitarra elettrica, tastiera
- Colin Greenwood – basso
- Ed O'Brien – chitarra elettrica, cori
- Phil Selway – batteria